# Људи без крила
Људи без крила (чеш. Muži bez křídel) јесте чешки драмски филм из 1946. редитеља Франтишека Чапа. На Канском филмском фестивалу 1946. био је један од добитника награде Grand Prix du Festival International du Film (Златне палме).

## Радња
Радња филма се одвија у окупираној Републици Чехословачкој након убиства једног од шуцштафела, Обергрупенфирера и генерала полиције Рајнхарда Хајдриха, шефа Главне канцеларије безбедности Рајха, комбинованих безбедносних служби нацистичке Немачке и в.д. протектората Чешке и Моравске у Прагу 27. маја 1942.
Јирка је дечак чија је породица убијена у селу Лидице као последица атентата на Хајдриха. Он остаје са својим ујаком, инжењером Петром Ломом и Мартом, младом девојком која живи у суседству, која ради у пошти да би помогла у бризи о дечаку. Лом је управо почео да ради на војном аеродрому, којим управља Судетски нациста Улман. Отпор је прилично активан на аеродрому, прикупља оружје и гранате и комуницира са савезницима. Имају много сјајних информација захваљујући секретарици Јани Томешовој, која је Улманов повереник и има приступ многим ограниченим информацијама. Ћирка такође почиње да ради на аеродрому, али је испуњен тугом и потребна му је освета. Бива ухваћен у крађи гранате и Гестапо га хапси, а касније пуца. Када га Јана види, онесвести се и Улман проналази тајну поруку коју је имала са собом. Он каже својим пријатељима из Гестапоа и одлази у складиште да истражи где је погинуо тако што су га гурнули на трансформатор. Гестапо почиње да хапси и претреса куће аеродромских радника, откривајући да је Марта доушник Немаца. Лом тога није свестан јер га и даље погађа Јиркина смрт. Узима пиштољ из свог скровишта и враћа се на аеродром. Након што му комшије кажу истину о Марти, Лом је убија и помаже Јани да побегне.
Немци окупљају аеродромске раднике и прете да ће их убити ако нико не каже ко је убио Улмана. Онда се појави Лом и каже да је то урадио и убије неке официре Гестапоа, њега убију војници.
У последњој сцени филма, умирући Лом има визију будућности. Он види жену са пиштољем како иде напред са ратним зверствима око ње. Међутим, она не престаје све док се рат не заврши и на јарболу се појави чехословачка застава.

## Улоге
| Глумац             | Улога                       |
| ------------------ | --------------------------- |
| Густав Незвал      | инжењер Петр Лом            |
| Ладислав Х. Струна | главни инжењер Буреш        |
| Јарослав Зротал    | инжењер Павлик              |
| Владимир Хлавати   | инжењер Карас               |
| Јан В. Спергер     | инжењер Вондра              |
| Јарослав Сеник     | Земан                       |
| Ладислав Хајек     | Јирка                       |
| Карел Пеир         | директор аеродрома          |
| Едуард Линкерс     | Улман                       |
| Јиржина Петровицка | секретарка Јана Томешовa    |
| Павла Врбенска     | радница поште Марта Похлова |